# Greenview, Illinois
Greenview là một làng thuộc quận Menard, tiểu bang Illinois, Hoa Kỳ. Năm 2010, dân số của làng này là 778 người.

## Dân số
Dân số qua các năm:
- Năm 2000: 862 người.
- Năm 2010: 778 người.